# Kaichigo

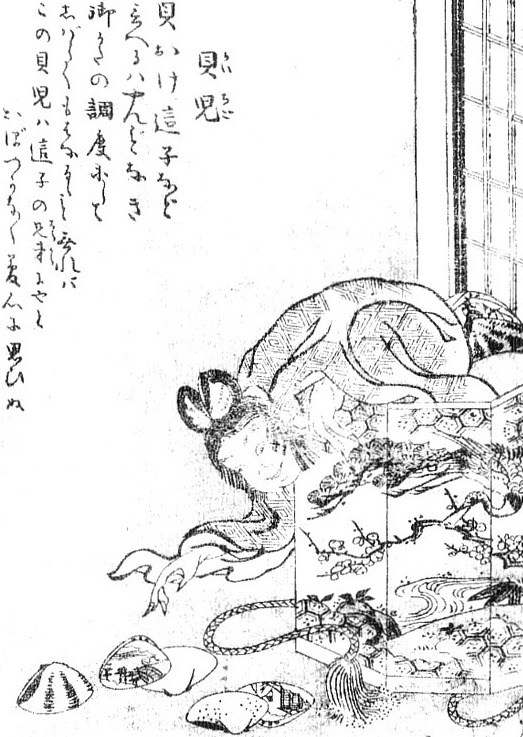
Kaichigo, wie er in Sekiens Gazu Hyakki Tsurezure Bukuro erscheint

Kaichigo (japanisch 貝児; „Muschelkind“) ist der Name eines fiktiven Wesens der japanischen Folklore. Es gehört zur Klasse der Tsukumogami (付喪神; „Artefakt-Geister“) aus der Gruppe der Yōkai (妖怪; „Dämonen“) und gilt als „harmlos, aber manchmal nervtötend“.

## Beschreibung
Der Kaichigo erscheint als krabbelndes Kleinkind in einem Kimono, das eine große, geöffnete Muschel auf dem Kopf trägt. Es versteckt sich in einer Muschel-Sammelbox mit Kai-Awase-Spiel darin und wartet, bis die Hausbewohner außer Hauses sind, oder tief und fest schlafen. Dann entsteigt er der Box und spielt mit den Muscheln und mit anderen Spielsachen, die liegen gelassen wurden. Die Bewohner wundern sich dann am nächsten Morgen, wer wohl die Unordnung verursacht haben könnte. Kaichigo entstehen der Folklore dann, wenn Kai-Awase zu lange ungenutzt weggeschlossen oder verstaut wurden. Nach Ablauf von 100 Jahren werden sie beseelt und erwachen zum Leben. Als Motiv für die Umtriebigkeit des Kaichigo werden Einsamkeit und Langeweile angenommen.

## Hintergrund
Der Kaichigo wurde durch das Kinder- und Gesellschaftsspiel Kai-Awase (貝合わせ; „Muscheln verpaaren“) inspiriert, das sich besonders während der Shokuho-Zeit im frühen 17. Jahrhundert großer Beliebtheit erfreute. Bei diesem Spiel wurden große Muschelschalen, die außenenseitig paarweise verschiedentlich bemalt waren, in eine Box namens Kai-oke (貝桶; „Muscheldose“) einsortiert. Das Spiel glich dem modernen Memory, wo Karten mit identischen Motiven aufgedeckt und paarweise zusammengelegt werden müssen. Kai-Awase-Boxen waren bis zur ausgehenden Edo-Zeit im ausgehenden 19. Jahrhundert auch als Brautgeschenke verbreitet. Der Kaichigo erscheint in dem Emakimono Gazu Hyakki Tsurezure Bukuro (画図百鬼徒然袋; „100 Geister im Handgepäck“) des Kyōka-Poeten und Ukiyo-e-Künstlers Toriyama Sekien aus dem Jahr 1784. Sekien merkt an, dass der Kaichigo vielleicht auf der Suche nach seiner Hōko (這子; „Krabbelndes Kind“), einer Stoffpuppe, sei. Er fragt sich, ob sie sich in der Box verstecke. Es scheint offensichtlich, dass Sekien diesen Tsukumogami selbst erfunden hat.